# Wereldkampioenschappen wielrennen 2014 – Wegwedstrijd mannen junioren
De 40e editie van de wegwedstrijd voor mannen junioren op de wereldkampioenschappen wielrennen werd gehouden op 27 september 2014. De deelnemers moesten een parcours van 127,4 kilometer in en rond Ponferrada afleggen. De Duitser Jonas Bokeloh volgde Mathieu van der Poel op als winnaar.

## Uitslag
| Plaats | Naam                  | Tijd     |
| ------ | --------------------- | -------- |
| Goud   | Jonas Bokeloh         | 3u07'00" |
| Zilver | Aleksandr Koelikovski | z.t.     |
| Brons  | Peter Lenderink       | z.t.     |
| 4      | Edoardo Affini        | z.t.     |
| 5      | Magnus Bak Klaris     | z.t.     |
| 6      | Izidor Penko          | z.t.     |
| 7      | Lucas Eriksson        | z.t.     |
| 8      | Lorenzo Fortunato     | z.t.     |
| 9      | Léo Danès             | z.t.     |
| 10     | Sjoerd Bax            | z.t.     |
| 11     | Jordi Warlop          | z.t.     |
| 12     | Wilmar Paredes        | z.t.     |
| 13     | Emiel Planckaert      | z.t.     |
| 14     | Gino Mäder            | z.t.     |
| 15     | Moritz Fußnegger      | z.t.     |
| 16     | James Shaw            | z.t.     |
| 17     | Masahiro Ishigami     | z.t.     |
| 18     | Mitchell Cornelisse   | z.t.     |
| 19     | Christian Koch        | z.t.     |
| 20     | Martin Schäppi        | z.t.     |